# Cycloramphus
Cycloramphus és un gènere de granotes de la família Leptodactylidae.

## Taxonomia
- Cycloramphus acangatan
- Cycloramphus asper
- Cycloramphus bandeirensis
- Cycloramphus bolitoglossus
- Cycloramphus boraceiensis
- Cycloramphus brasiliensis
- Cycloramphus carvalhoi
- Cycloramphus catarinensis
- Cycloramphus cedrensis
- Cycloramphus diringshofeni
- Cycloramphus dubius
- Cycloramphus duseni
- Cycloramphus eleutherodactylus
- Cycloramphus fulginosus
- Cycloramphus granulosus
- Cycloramphus izecksohni
- Cycloramphus jordanensis
- Cycloramphus juimirim
- Cycloramphus lutzorum
- Cycloramphus migueli
- Cycloramphus mirandaribeiroi
- Cycloramphus ohausi
- Cycloramphus rhyakonastes
- Cycloramphus semipalmatus
- Cycloramphus stejnegeri
- Cycloramphus valae